# Special Olympics World Summer Games 2019
Die Special Olympics World Summer Games 2019 waren die 15. internationalen Sommerspiele der Special Olympics und fanden vom 14. März bis zum 21. März in Abu Dhabi, der Hauptstadt der Vereinigten Arabischen Emiraten, statt. Es waren die ersten Special Olympics World Summer Games im arabischen Raum. Unter dem Motto Meet the Determined trafen sich über 7500 Athletinnen und Athleten aus 192 Nationen.

## Durchführung
Neben den eigentlichen Wettkämpfen wurde von den Vereinigten Arabischen Emiraten auch ein Host Town Program durchgeführt. Es war bis 2019 das größte kulturelle Austauschprogramm im Mittleren Osten und Nordafrika. Jeder Delegation wurde eine gastgebende Stadt in den sieben Emiraten zugeordnet, in der die an den Special Olympics Beteiligten die Sitten und Bräuche des Landes kennenlernen konnten. Gleichzeitig wurde durch ihren Besuch für die Bedürfnisse von Menschen mit einer geistigen Beeinträchtigung sensibilisiert.
Maskottchen der Spiele waren der quirlige Junge Faris und Rabdan, ein Pferd, das die arabische Kultur symbolisiert und auch häufig zur Therapie und Sozialisierung von Menschen eingesetzt wird.

### Veranstaltungsstätten
- Zayed-Sports-City-Stadion

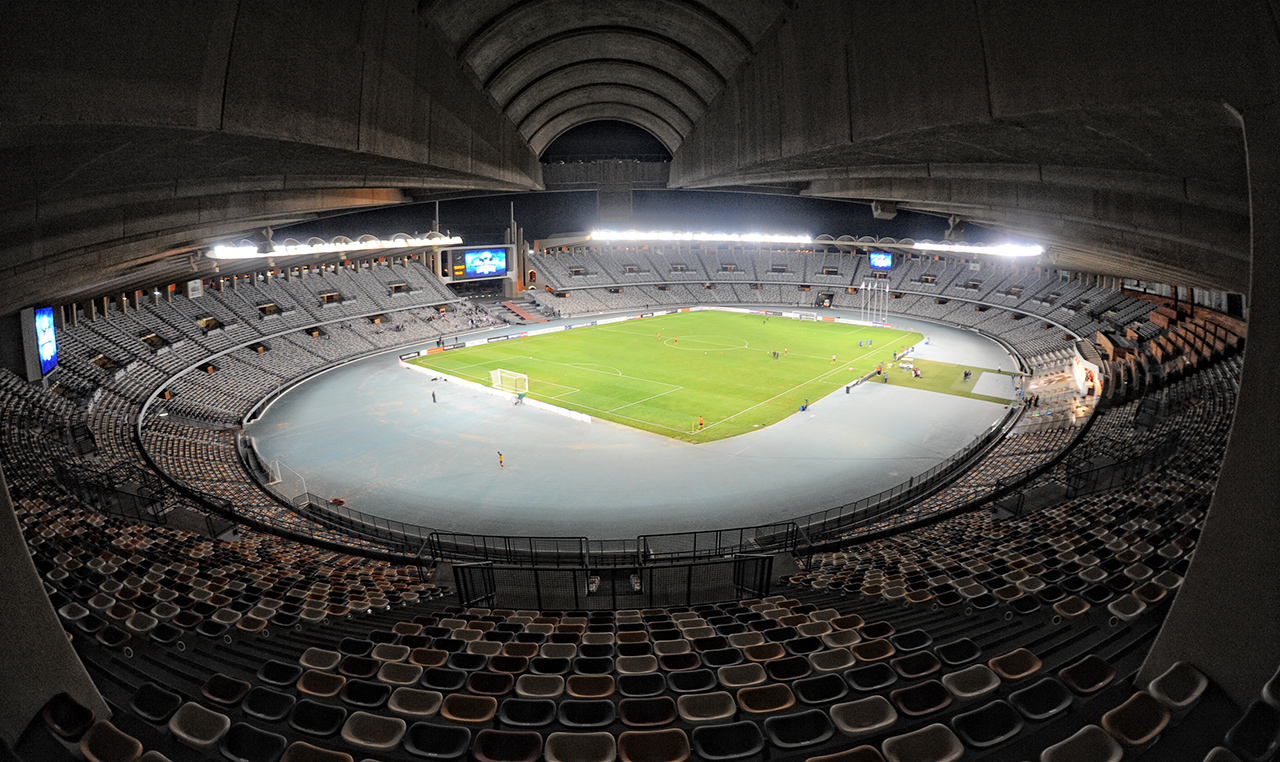
Abu Dhabi Zayed Sports City Stadion

- Abu Dhabi National Exhibition Centre
- Abu Dhabi Sailing & Yacht Club
- Yas Marina Circuit
- Al Forsan Resort
- Yas Links Golf Club
- Corniche Beach
- Dubai Police Club Stadium
- Hamdan Sports Complex

### Sportarten
Bei den Special Olympics in Abu Dhabi wurden Wettkämpfe in 22 Sportarten ausgetragen.
- Badminton
- Basketball (Special Olympics)
- Beach Volleyball
- Boccia (Special Olympics)
- Bowling (Special Olympics)
- Fußball (Special Olympics)
- Golf (Special Olympics)
- Turnen (Special Olympics)
- Handball (Special Olympics)
- ID-Judo
- Kanusport (Special Olympics)
- Kraftdreikampf (Special Olympics)
- Leichtathletik (Special Olympics)
- Radsport (Special Olympics)
- Reiten (Special Olympics)
- Roller Skating (Special Olympics)
- Schwimmen (Special Olympics)
- Segeln (Special Olympics)
- Tennis (Special Olympics)
- Tischtennis (Special Olympics)
- Triathlon
- Volleyball (Special Olympics)

### Nationen
192 Nationen nahmen an den Special Olympics World Games 2019 in Abu Dhabi teil. Die deutsche Delegation bestand aus 163 Athletinnen, Athleten und Unified Partnern sowie 52 Trainern.

### Zeremonien

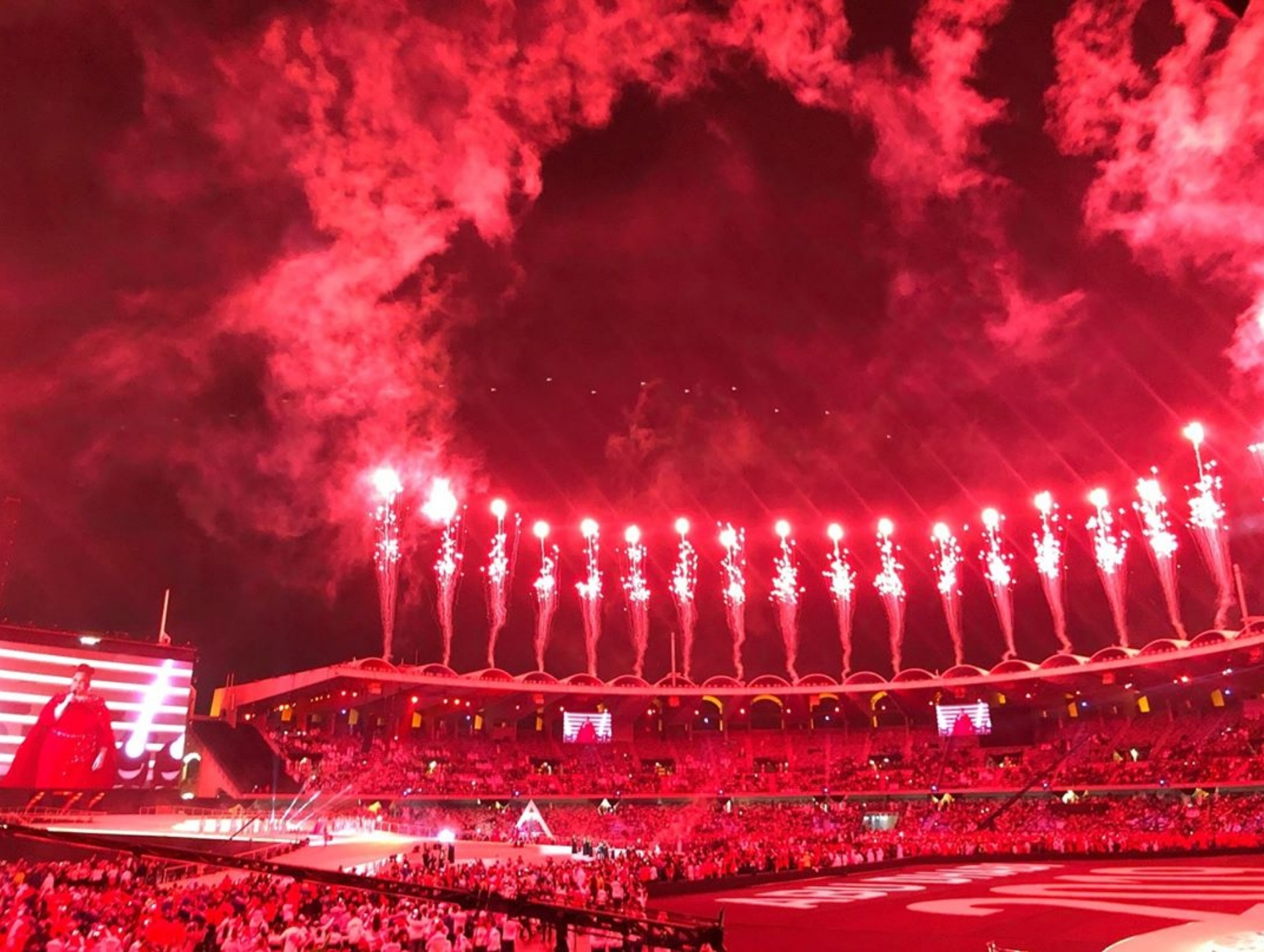
Eröffnungszeremonie der Special Olympics World Summer Games 2019

Die Eröffnungszeremonie fand am 14. März im Zayed-Sports-City-Stadion statt. Die Veranstaltung bestand außer dem feierlichen Einzug der Delegationen aus einer Musik- und Tanzshow und der Entzündung des olympischen Feuers. Anwesend waren unter anderem Prinz Sheikh Mohammed bin Zayed Al Nahyan, der Schirmherr der Spiele, und Timothy Shriver, der Präsident von Special Olympics International.
Am 21. März endeten die Special Olympics mit der Schlusszeremonie im Zayed-Sports-City-Stadion. Teil der Feier waren die Sängerinnen Keala Settle und Nicole Scherzinger sowie mehrere Interpreten arabischer Musik.